# Hōmei Iwano
Hōmei Iwano (岩野 泡鳴); 20 janvier 1873 à Awaji dans la préfecture de Hyōgo - 9 mai 1920, est un traducteur et écrivain japonais. Iwano est considéré comme un représentant du naturalisme littéraire au Japon.
Iwano veut devenir missionnaire chrétien dans sa jeunesse, mais se tourne finalement vers la littérature. Il publie d'abord plusieurs recueils de poésie et quelques drames kabuki sans succès, puis écrit des drames poétiques (Shintaishi no sahō, 1907; Shintaishi shi, 1907-08) et des textes d'analyse littéraire (Shimpiteki hanjū shugi, 1906; Shin shizen shugi, 1908). À partir de 1909 il écrit plusieurs romans autobiographiques, parmi lesquels Tandeki (« Décadence », 1909) et Hōmei gobusaku (泡鳴五部作, littéralement « Les cinq vies d'Hōmei Iwano », 1911). Il traduit par ailleurs des œuvres de  Plutarque.

## Source de la traduction
- (de) Cet article est partiellement ou en totalité issu de l’article de Wikipédia en allemand intitulé « Iwano Hōmei » (voir la liste des auteurs).